# موش‌های جیب‌دار
موش‌های جیب‌دار (نام علمی: Perognathinae به معنی کیسه‌آرواره‌ایان ) نام یک زیرخانواده از خانواده دیگرموشان است. دو سرده در این زیرخانواده قرار می‌گیرند که عبارتند از موش‌های جیب‌دار ابریشمی و موش‌های جیب‌دار زبرمو.
موش‌های جیب‌دار در بیرون از گونه‌های صورت خود کیسه‌هایی جیب‌مانند دارند. کیسه‌های بیرونی گونه‌های خزدار آن‌ها در کنار دهان باز می‌شوند و برای نگهداری مواد غذایی، به ویژه دانه‌ها، مورد استفاده قرار می‌گیرند. آن‌ها شبگرد و معمولاً تک‌زی هستند و دانه‌ها، قسمت‌های گیاهی آبدار و دانه‌ها را می‌خورند. غذا (عمدتا دانه‌ها) را در کیسه‌های گونه خود حمل می‌کنند تا در گودال‌ها ذخیره کنند. بیشتر آنها در تمام طول سال فعال هستند، حتی برخی از آن‌ها که در عرض‌های جغرافیایی شمالی زندگی می‌کنند. برخی دیگر در زمستان یا در روزهای گرم تابستان در گودال‌ها باقی می‌مانند. 
بیشتر گونه‌های موش‌های جیب‌دار در گودال‌های پیچیده در بیابان‌ها و مراتع غرب آمریکای شمالی زندگی می‌کنند، آن‌ها بیشتر از دانه‌ها و سایر قسمت‌های گیاهی تغذیه می‌کنند که در کیسه‌های جیب‌مانند گونه‌های خود به لانه‌های خود می‌برند.

## دسته‌بندی

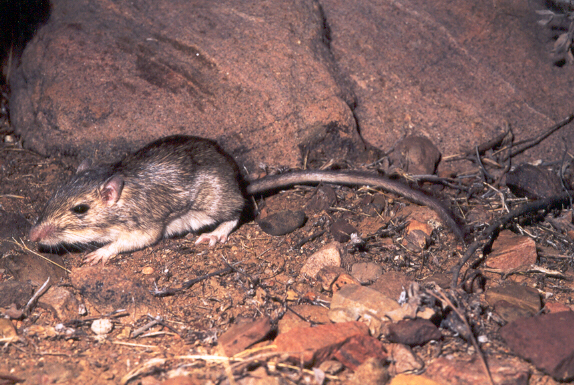
موش جیب دار که بیشتر در ایالات متحده آمریکا و مکزیک یافت می‌شود

موش‌های جیب‌دار در خانواده دیگرموشان Heteromyidae طبقه‌بندی می‌شوند که در یونانی به معنای «موش متفاوت» یا «موش دیگر» است. این خانواده همچنین شامل خرموش‌های کانگورویی و موش‌های کانگورویی می‌شود. در خانواده دیگرموشان، دو جنس، یعنی موش‌های جیب‌دار ابریشمی و موش‌های جیب‌دار زبرمو با هم زیرخانواده‌ای را تشکیل می‌دهند به نام موش‌های جیب‌دار Perognathinae.
نوع دیگری نیز به نام موش‌های جیب‌دار خاردار زیرخانواده دیگرموشیان Heteromyinae را تشکیل می‌دهند. موش‌های جیب‌دار خاردار شبیه موش هستند و احتمالاً شباهت ساختاری بیشتری به اجداد فسیلی منقرض شده خانواده نسبت به سایر اعضای زنده دارند.
|  | خرموش کانگورویی |
|  |                 |
|  | موش کانگورویی   |
|  |                 |

| دیگرموشیان Heteromyinae     | موش‌های جیب‌دار خاردار جنگلی                                                    |
|                             | موش‌های جیب‌دار خاردار جنگلی                                                    |
| موش‌های جیب‌دار Perognathinae | \| \| موش‌های جیب‌دار ابریشمی \| \| \| \| \| \| موش‌های جیب‌دار زبرمو \| \| \| \| |
|                             | \| \| موش‌های جیب‌دار ابریشمی \| \| \| \| \| \| موش‌های جیب‌دار زبرمو \| \| \| \| |
|                             | موش‌های جیب‌دار ابریشمی                                                         |
|                             |                                                                               |
|                             | موش‌های جیب‌دار زبرمو                                                           |
|                             |                                                                               |

|  | موش‌های جیب‌دار ابریشمی |
|  |                       |
|  | موش‌های جیب‌دار زبرمو   |
|  |                       |

|  | خرموش کانگورویی |
|  |                 |
|  | موش کانگورویی   |
|  |                 |

| دیگرموشیان Heteromyinae     | موش‌های جیب‌دار خاردار جنگلی                                                    |
|                             | موش‌های جیب‌دار خاردار جنگلی                                                    |
| موش‌های جیب‌دار Perognathinae | \| \| موش‌های جیب‌دار ابریشمی \| \| \| \| \| \| موش‌های جیب‌دار زبرمو \| \| \| \| |
|                             | \| \| موش‌های جیب‌دار ابریشمی \| \| \| \| \| \| موش‌های جیب‌دار زبرمو \| \| \| \| |
|                             | موش‌های جیب‌دار ابریشمی                                                         |
|                             |                                                                               |
|                             | موش‌های جیب‌دار زبرمو                                                           |
|                             |                                                                               |

|  | موش‌های جیب‌دار ابریشمی |
|  |                       |
|  | موش‌های جیب‌دار زبرمو   |
|  |                       |